# Rob Young
Rob Young (* um 1946 in Sussex, New Brunswick; † 11. Juni 2023 in Albi) war ein kanadischer Tonmeister.

## Leben
Young begann seine Karriere Mitte der 1970er Jahre und arbeitete zunächst als Tonassistent an der Tonangel. Sein Debüt hatte er 1975 mit dem Thriller Flucht in die Angst von Daniel Mann. Ab Ende der 1970er Jahre arbeitete er als Tonmeister. Sein Arbeitsschwerpunkt war der Film, er war jedoch auch für Fernsehproduktionen tätig, so unter anderem an 26 Folgen der Fernsehserie Die Abenteuer von Tom Sawyer und Huckleberry Finn.
1993 war er für Erbarmungslos gemeinsam mit Les Fresholtz, Vern Poore und Rick Alexander für den Oscar in der Kategorie Bester Ton nominiert, der Preis ging in diesem Jahr jedoch an Michael Manns Der letzte Mohikaner. Für den Clint-Eastwood-Western war er im selben Jahr auch für den BAFTA Film Award in der Kategorie Bester Ton nominiert. 1998 war er ein zweites Mal für den BAFTA Film Award nominiert, diesmal für William Shakespeares Romeo + Julia. Auch bei dieser Preisverleihung ging er leer aus, wie auch zuvor bei der Nominierung für den Genie Award 1983.

## Filmografie (Auswahl)
- 1976: Die Insel der Ungeheuer (The Food of the Gods)
- 1979: Die Bäreninsel in der Hölle der Arktis (Bear Island)
- 1982: Rambo (First Blood)
- 1985: Rambo II – Der Auftrag (Rambo: First Blood Part II)
- 1987: Roxanne
- 1988: Angeklagt (The Accused)
- 1990: Das Rußland-Haus (The Russia House)
- 1992: Erbarmungslos (Unforgiven)
- 1995: Jumanji
- 1996: William Shakespeares Romeo + Julia (William Shakespeare’s Romeo + Juliet)
- 2000: Mission to Mars
- 2003: X-Men 2
- 2004: Riddick: Chroniken eines Kriegers (The Chronicles of Riddick)
- 2006: Nachts im Museum (Night at the Museum)
- 2010: Percy Jackson – Diebe im Olymp (Percy Jackson & the Olympians: The Lightning Thief)

## Auszeichnungen (Auswahl)
- 1993: Oscar-Nominierung in der Kategorie Bester Ton für Erbarmungslos
- 1993: BAFTA-Film-Award-Nominierung in der Kategorie Bester Ton für Erbarmungslos
- 1998: BAFTA-Film-Award-Nominierung in der Kategorie Bester Ton für William Shakespeares Romeo + Julia